# Горная карусель

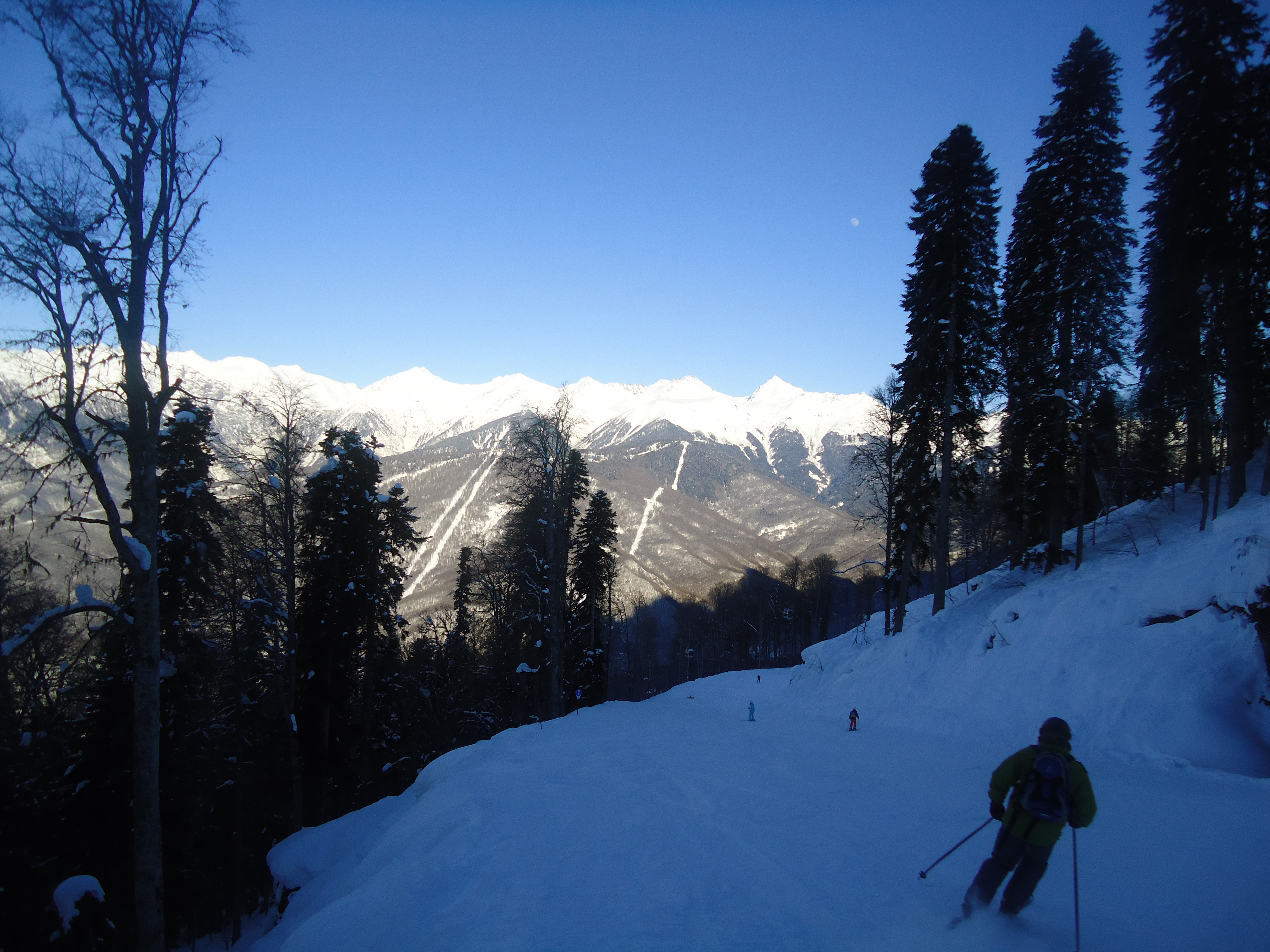
На трассах Горной карусели

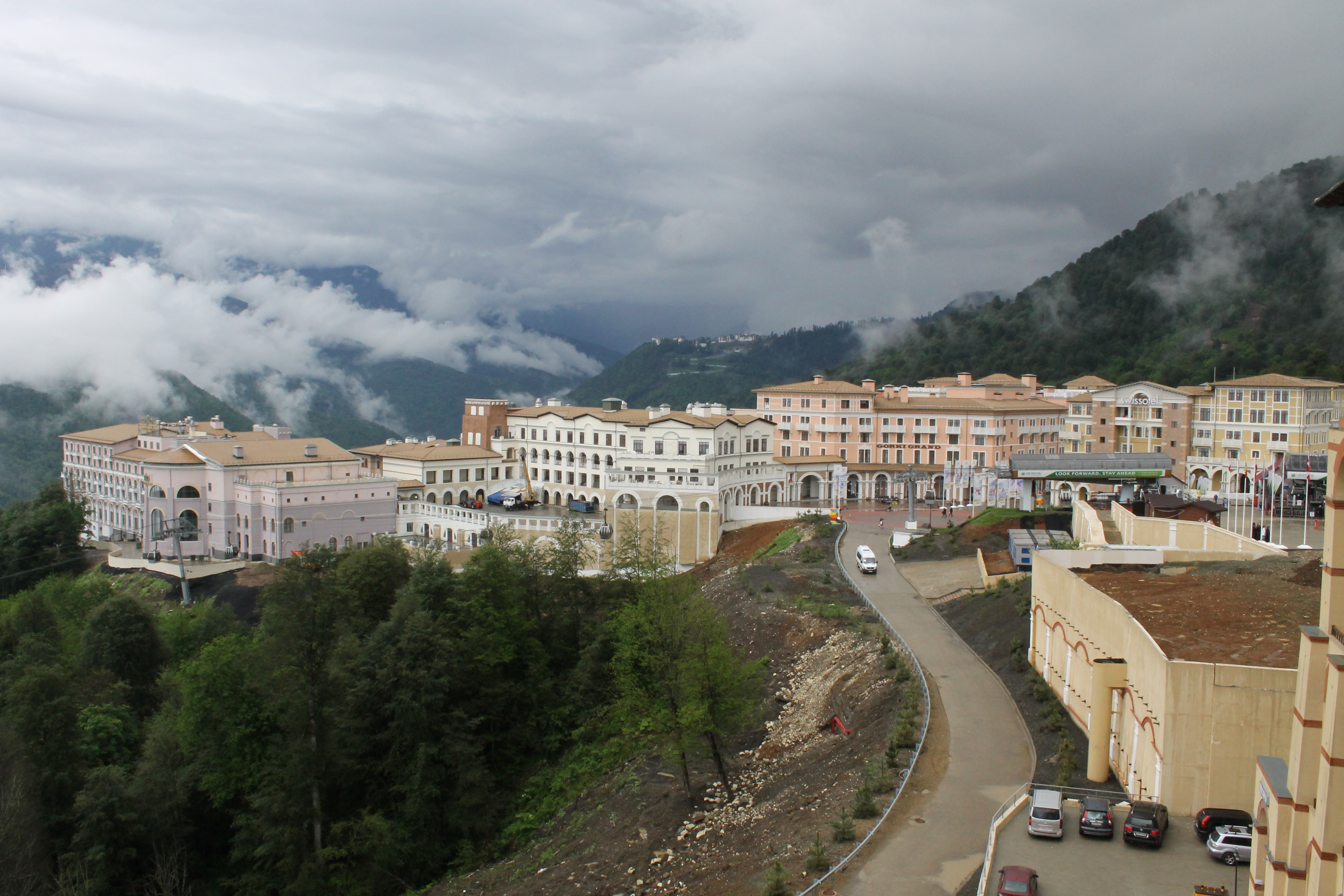
Отели на отметке 960 метров на спортивно-туристическом комплексе Горная карусель

Горная карусель — горнолыжный спортивно-туристический комплекс, расположенный в посёлке Эстосадок, в 6 км от Красной Поляны в Адлерском районе г. Сочи. Является частью курорта Горки Город.
Благодаря удачному местоположению и подходящей инфраструктурной базе, Горная карусель была включена в список Олимпийских объектов Сочи-2014. Владельцем горно-туристического комплекса является открытое акционерное общество «Красная поляна», основной акционер — Сбербанк России.
Сооружения горно-туристического комплекса расположены на северных склонах хребта Аибга в районе посёлка Красная Поляна, от посёлка Эсто-Садок (570 м над уровнем моря) до вершины Чёрная пирамида (2375 м над уровнем моря). Комплекс был открыт для посетителей в 2008 году и пользуется популярностью у лыжников и сноубордистов, а также туристов. На склонах Горной карусели катался на лыжах бывший в то время президентом России Дмитрий Медведев, а также другие известные люди.
Инфраструктура горнолыжного курорта включает: горнолыжные подъёмники, пункты питания, проката спортивного инвентаря, автостоянку. В настоящее время работает три последовательно расположенных подъёмника гондольного типа, верхняя станция которых расположена на высоте 2200 метров над уровнем моря, и три четырёх-кресельных подъёмника. Кресельные подъемники могут доставить туристов в зону катания «Цирк-2» (открылась в декабре 2012 года), расположенную на отметке 2050 м над уровнем моря, и к подножью горы Чёрная пирамида на отметке 2300 м над уровнем моря. Общая протяженность действующих трасс — 10 км. Одновременно здесь могут кататься более 2000 человек. Проект развития комплекса предусматривает строительство горнолыжных трасс общей протяженностью около 30 километров с 12 линиями подъёмников гондольного, кресельного и бугельного типов. Общая пропускная способность горнолыжного курорта должна составить до 12 тысяч человек единовременно.
В составе комплекса кроме горнолыжных трасс и подъёмников работают: автостоянка, ресторан «Сугроб» (между второй и третьей очередью, высота 1450 м), ресторан «2200» (возле верхней станции канатной дороги, высота 2200 м), пункт проката горнолыжного снаряжения и услуги инструкторов (обучение горным лыжам и сноуборду).
На территории спортивно-туристического комплекса Горная карусель к началу зимней Олимпиады 2014 построен курорт «Горки Город», который являлся одним из важнейших проектов в рамках программы по подготовке к XXII зимним Олимпийским играм в Сочи. Во время Олимпиады 2014 года «Горки Город» функционировал как горная медиадеревня и вспомогательный медиацентр. Комплекс «Горки город» построен на двух уровнях — 540 м и 960 м над уровнем моря. Во время проведения Зимней Олимпиады-2014 на территории «Горки Город» были расположены Олимпийская горная медиадеревня на 2658 номеров (1780 номеров на отметке 540 метров и 878 номеров на отметке 960 метров) и вспомогательный медиацентр для работы международных журналистов, освещающих соревнования в горном кластере на Красной Поляне (лыжи, биатлон, бобслей, фристайл, прыжки с трамплина и другие дисциплины)..
В состав спортивно-туристического комплекса входят также сооружённые для Зимней Олимпиады 2014 года трамплины К-125, К-95.